# Аманово (Нижегородская область)
Ама́ново — деревня в составе Макарьевского сельсовета Ветлужского района Нижегородской области.
Располагается на правом берегу реки Ветлуги.
По данным на 1999 год, численность населения составляла 5 чел.